# Jordin Sparks (album)
Jordin Sparks è l'album di debutto di Jordin Sparks, pubblicato nel 2007.

## Tracce
1. Tattoo - 3:54 - (M. S. Eriksen, T. E. Hermansen, A. Ghost, I. Dench)
2. One Step at a Time - 3:26 - (R. Nevil, L. Evans, J. Jeberg, M. Hansen)
3. No Air - 4:24 - (duetto con Chris Brown) (H. Mason Jr., D. Thomas, J. Fauntleroy Ⅱ, E. Griggs)
4. Freeze - 4:13 - (M. S. Eriksen, T. E. Hermansen, A. Ghost, I. Dench, J. Sparks)
5. Shy Boy - 3:22 - (C. Karlsson, P. Winnberg, H. Jonback, K. Ahlund)
6. Now You Tell Me - 3:07 - (F. Storm, E.Lind, A. Bjorklund)
7. Next to You - 3:17 - (L. Robbins, E. Kiriakou, J. Cates)
8. Just for the Record - 3:56 - (J. Austin, M. S. Eriksen, T. E. Hermansen, E. Lind, A. Bjorklund)
9. Permanent Monday - 4:12 - (E. Kiriakou, L. Robbins, W. Afanasief)
10. Young and in Love - 3:24 - (C. Karlsson, P. Winnberg, H. Jonback,C.Dennis)
11. See My Side - 3:44 - (C. Karlsson, P. Winnberg, K. Ahlund, R. Carlsson)
12. God Loves Ugly - 4:15 - (C. Black)

### Versione Deluxe
La versione con bonus track è stata pubblicata il 20 novembre 2007
1. Virginia Is for Lovers - 3:25 - (Jordin Sparks)
2. Save Me - 3:40 - (K. Livingston, J. Sparks) (Christan Store bonus track)
3. Worth the Wait - 3:37 (J.Cates, E.Kiriakou, L.Robbins, J.Sparks) (Wal-Mart bonus track)
4. This Is My Now - 3:51 - (S. Krippayne, J. Peabody) (bonus track internazionale)

Bonus Tracks
- Overcome - 3:42 - (Leaked track)

## Singoli estratti
- This Is My Now - 24 maggio 2007 (Singolo del vincitore della sesta edizione di American Idol)
- Tattoo - 27 agosto 2007
- No Air - 11 febbraio 2008
- One Step at a Time - 10 giugno 2008

## Cronologia delle pubblicazioni
| Paese         | Data              | Etichetta | Formato                                    | Catalogo |
| ------------- | ----------------- | --------- | ------------------------------------------ | -------- |
| Stati Uniti   | 20 novembre 2007  | Jive      | CD / Download digitale                     |          |
| Canada        | 27 novembre 2007  |           |                                            |          |
| Australia     | 29 marzo 2008     | Sony BMG  | CD / Download digitale su iTunes Australia |          |
| Nuova Zelanda | 29 marzo 2008     | Sony BMG  |                                            |          |
| Regno Unito   | 14 aprile 2008    |           | CD / Download digitale                     |          |
| Brasile       | 20 aprile 2008    | Sony BMG  | CD                                         |          |
| Germania      | 4 luglio 2008     | Sony BMG  | CD / Download digitale                     |          |
| Polonia       | 1º settembre 2008 | Sony BMG  | CD                                         |          |

## Posizioni in classifica
| Classifica                     | Posizione massima | Certificazione | Vendite |
| ------------------------------ | ----------------- | -------------- | ------- |
| Austrian Albums Chart          | 41                |                |         |
| Australian ARIA Albums Chart   | 19                |                |         |
| Canadian Albums Chart          | 12                |                | 50,000  |
| Dutch Albums Chart             | 41                |                |         |
| German Albums Chart            | 42                |                |         |
| Irish Albums Chart             | 19                |                |         |
| New Zealand RIANZ Albums Chart | 10                |                |         |
| Swedish Albums Chart           | 57                |                |         |
| Swiss Albums Chart             | 29                |                |         |
| UK Albums Chart                | 18                |                | 49,981  |
| U.S. Billboard 200             | 10                | Platinum       | 857,000 |

## Pasidione in classifica dei singoli
| Anno | Titolo                | Posizioni in classifica | Posizioni in classifica | Posizioni in classifica | Posizioni in classifica | Posizioni in classifica | Posizioni in classifica | Posizioni in classifica | Posizioni in classifica | Posizioni in classifica | Posizioni in classifica | Certificazione |
| Anno | Titolo                | U.S. Hot 100            | U.S. Pop 100            | U.S. R&B                | NZ                      | CAN Hot 100             | AUS                     | UWC                     | UK                      | GER                     | Brasile                 | Certificazione |
| ---- | --------------------- | ----------------------- | ----------------------- | ----------------------- | ----------------------- | ----------------------- | ----------------------- | ----------------------- | ----------------------- | ----------------------- | ----------------------- | -------------- |
| 2007 | "This Is My Now"      | 15                      | 13                      | -                       | -                       | 25                      | -                       | -                       | -                       | -                       | -                       |                |
| 2007 | "Tattoo"              | 8                       | 6                       |                         | 12                      | 3                       | 5                       | 14                      | 24                      | 19                      | 26                      | Platinum       |
| 2008 | "No Air"              | 3                       | 2                       | 4                       | 1                       | 3                       | 1                       | 7                       | 3A                      | 10                      | 26                      | Platinum       |
| 2008 | "One Step at a Time"B | 17                      | 5                       | -                       | 2                       | 11                      | 12                      | 25                      | -                       | -                       | -                       |                |

- A Ha raggiunto la posizione #1 nella UK RnB Singles Chart.
- B Singolo corrente.